# یوزف ماتیاس هوور

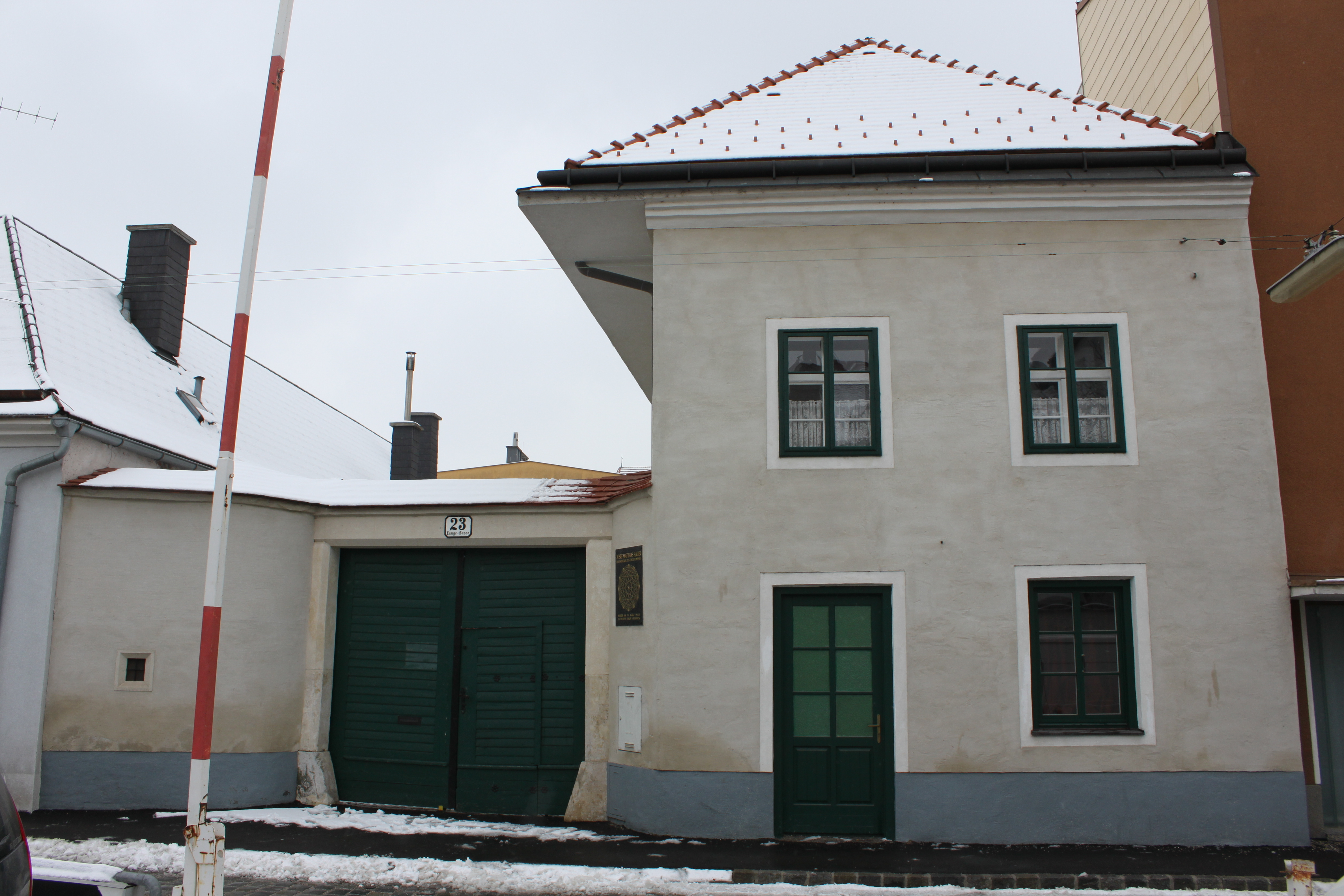
محل تولد هوور در وینر نویشتات.

یوزف ماتیاس هوور (انگلیسی: Josef Matthias Hauer) آهنگساز اتریشی است. اغلب شهرت او به خاطر توسعه روشی است که یکی دو سال قبل از ارائه روش آرنولد شونبرگ برای استفاده از ۱۲ نت و به صورت مستقل عرضه کرد. او از پیشگامان تئوری موسیقی دوازده‌نغمه‌ای و ساختن قطعاتی در گام کروماتیک است.